# Hockey Thurgau
Hockey Thurgau är en schweizisk ishockeyklubb från Weinfelden som spelar i Nationalliga B. Namnet kommer från kantonen Thurgau som Weinfelden ligger i. Föreningen grundades 1989 och härstammar från klubbarna EHC Frauenfeld och EHC Weinfelden. Tanken var att de bästa spelarna i kantonen Thurgau skulle spela i en enda klubb för att skapa ett bra regionalt lag. I december 1993 anslöt EHC Kreuzlingen till HC Thurgau.
Den 26 juni 2014 bytte klubben namn från HC Thurgau till Hockey Thurgau och fick då även ett nytt klubbemblem.
Thurgau spelar sina hemmamatcher i Güttingersreuti som invigdes 1981 och har en kapacitet på 3 100 åskådare.